# Rudolf Jeny
Rudolf Jeny (ur. 2 marca 1901 w Budapeszcie, zm. 27 maja 1975 tamże) – węgierski piłkarz, a także trener.

## Kariera klubowa
W trakcie kariery Jeny występował w węgierskich drużynach Kispest AC oraz MTK Budapeszt, a także w portugalskim Sportingu, gdzie pełnił funkcję grającego trenera.

## Kariera reprezentacyjna
W reprezentacji Węgier Jeny zadebiutował 5 października 1919 w przegranym 0:2 towarzyskim spotkaniu z Austrią. W 1924 roku znalazł się w kadrze Węgier na Letnie Igrzyska Olimpijskie. Wystąpił na nich w meczach z Polską (5:0) i Egiptem (0:3), a Węgrzy zakończyli turniej na drugiej rundzie.
W latach 1919–1926 w drużynie narodowej Jeny rozegrał 20 spotkań i zdobył 3 bramki.

## Kariera trenerska
W swojej karierze trenerskiej Jeny prowadził hiszpański Atlético Madryt, portugalskie zespoły Sporting CP oraz Académica Coimbra, rumuński Jiul Petroszany, a także węgierskie drużyny Vasas SC, Dorogi FC, Szegedi Haladás, Vasas ETO SK Győr, Zalaegerszegi TE FC oraz Diósgyőri VTK.